# Teatro Ateneo de Maracay
El Teatro Ateneo de Maracay es una institución cultural sin fines de lucro ubicada en la ciudad de Maracay, capital del estado Aragua, Venezuela, creada en 1926 como Teatro Circo Maracay por el entonces presidente de Venezuela Juan Vicente Gómez. El Ateneo fue declarado patrimonio arquitectónico tangible de la nación.

## Historia
Ubicado a una cuadra de la Plaza de Toros Maestranza César Girón, el Ateneo de Maracay comenzó a construirse en el año 1923 bajo órdenes del General Gómez y la supervisión del ingeniero Epifanio Balza, con una capacidad inicial de 450 personas. Gómez inauguró el teatro el 24 de junio de 1926 con la actuación de María Fernanda Ladrón de Guevara y los comediógrafos hermanos Álvarez Quintero. El Ateneo estuvo cerrado desde la muerte de Gómez en 1935 hasta 1968 reactivado por grupos culturales de la región aragüeña. El edificio fue nuevamente cerrado por deterioro en 1989 y recuperado en 1995 bajo la protección de la Fundación Teatro Ateneo de Maracay.